# Stará panna a zloděj
Stará panna a zloděj (v anglickém originále The Old Maid and the Thief) je rozhlasová opera o čtrnácti výstupech (jednom dějství) italsko-amerického skladatele Giana Carla Menottiho na vlastní libreto z roku 1939. Je to první americká opera objednaná přímo pro rozhlas a současně první autorova opera psaná na libreto anglickém jazyce. Příběh a ponaučení lze shrnout do věty z jedné posledních scén opery: „Ďábel by nedokázal to co žena – Udělat z čestného muže zloděje.“ (The devil couldn't do what a woman can – Make a thief out of an honest man.). Skladatatel dostal zakázku od newyorské rozhlasové společnosti National Broadcasting Company (NBC) a na jejich vlnách měla opera i premiéru 22. dubna 1939. Mírně upravená scénické verze měla premiéru 11. února 1941 v Metropolitan Opera House ve Filadelfii, kde ji uvedla American Academy of Music.

## Vznik opery
Po velkém úspěchu své první inscenované opery Amélie jde na ples získal Menotti zakázku na rozhlasovou operu od newyorské rozhlasové společnosti National Broadcasting Company (NBC), a to z iniciativy jejího hudebního ředitele Samuela Chotzinoffa (v jejich spolupráci vznikla i řada dalších Menottiho děl). Jedná se o první americkou operu napsanou přímo pro rozhlas, nikoli však o první rozhlasovou operu vůbec, jak je někdy mylně uváděno.
Podle skladatelových vlastních slov přišel na námět při návštěvách domovského města svého partnera, skladatele Samuela Barbera, totiž West Chester v Pensylvánii, které se zdálo být typickým ospalým americkým maloměstem, ale z místních klepů se člověk dozvídal nejrůznější temné příběhy jeho obyvatel. Proto umístil děj své nové opery do současného amerického městečka. Na rozdíl od Amélie napsal Menotti libreto v angličtině, byť jí mluvil teprve krátce. Považoval totiž angličtinu pro zhudebnění za vhodnější než svou mateřštinu: „Myslel jsem, že díky své větší ostrosti a větší rozmanitosti zvuků nabízí hudebníkovi mnohem větší rytmické možnosti než italština.“
Na NBC měla opera i premiéru 22. dubna 1939 v podání dirigenta Alberta Eredeho a NBC Symphony Orchestra při příležitosti uzavření sezóny 1938–1939 tohoto orchestru. Sestává ze 14 krátkých scén, z nichž každá je v původní rozhlasové verzi uvozena krátkým úvodem hlasatele, a trvá asi hodinu. Celek se však v zásadě hodí i pro jevištní uvádění a mírně upravená scénická verze – v níž hlavním rozdílem je jen nepřítomnost „hlášení“ – měla premiéru 11. února 1941 v Metropolitan Opera House ve Filadelfii, kde ji uvedla American Academy of Music v kombinaci s americkou premiérou opery Emila von Reznicka Spiel oder Ernst? Stará panna a zloděj byla – v kombinaci s Offenbachovou Svatbou při lucernách – také první kompletní operou, která byla vysílána v americké televizi, a to roku 1943 na stanici WRGB (patřící General Electric) v Schenectady, stát New York.
Ohlas u kritiky i u obecenstva byl velmi pozitivní a dále upevnil Menottiho postavení v operním oboru. Časopis Newsweek například o původním rozhlasovém provedení napsal, že jeho „živý smysl pro charakterizaci uličnicky vykukoval z každého reproduktoru […] Mnozí zapomněli, že jen poslouchají; zdálo se jim, že se dívají.“

## Charakteristika opery
Z hudebního hlediska Menotti navazuje (stejně jako v Amélii) na tradice italské opera buffa 18. století a jeho hudební vyjadřování zůstává v době experimentů s atonalitou zásadně tonální. Podle charakteristiky v The New Grove Dictionary of Opera je „děj kompaktnější a struktura řidší než v Amélii, ale převládá týž konzervativní tonální jazyk.“
Známější než opera samotná jsou dvě árie z ní. První z nich je árie What curse for a woman is a timid man (Steal me, sweet thief), v níž Laetitia zpívá o tom, jak touží být uloupena milovaným tulákem Bobem. Druhou je Bobova árie When the air sings of summer, v níž Bob zpívá o své touze vydat se opět na toulky. Obě árie jsou součástí koncertních programů a jsou zařazeny do populární sbírky American Arias hudebního nakladatelství G. Schirmer's ve svazcích pro soprán resp. baryton.

## Inscenační historie
Části opery hrála roku New York Philharmonic pod vedením dirigenta Fritze Busche, po amerických jevištích se pak začala šířit po konci 2. světové války. Mezi první inscenace patřily ty v New England Opera Theatre v Bostonu roku 1947, ve Fort Worth Civic Opera roku 1947, v New York City Opera roku 1948, a v Chautauqua Opera roku 1951.
Mimo Spojené státy pronikli Stará panna a zloděj nejprve do Německa. Evropská premiéra se konala v Nationaltheater v Mannheimu 2. dubna 1947 v německém překladu Marie Pinazzi. Roku 1951 ji uvedl Staatstheater Darmstadt a následovala další divadla německy mluvícího prostoru (východoněmecká premiéra se konala ve Freibergu roku 1977); v němčině byla natočena i televizní podoba dostupná nyní na DVD. V 21. století se hrála např. ve vídeňské Wiener Kammeroper roku 2001 nebo v Oper Graz 2005.
Italská premiéra se konala 29. listopadu 1955 v milánském divadle Teatro Sant'Erasmo, následovala např. inscenace v Parmě roku 1966. Britskou premiéru uvedla Kentish Opera Group v Civic Hall kentském městě Orpington 14. července 1960. Dosud poslední britská inscenace se konala v londýnském Arcola Theatre v rámci Grimeborn Festival roku 2008. Roku 1960 se poprvé hrála též v Havaně.
Tato opera je ve Spojených státech (a Kanadě) dosud značně populární a často hraná univerzitními nebo amatérskými divadly (neúplný přehled nabízí databáze Opera America). Mimo anglicky mluvící prostor je spíše raritou (např. Teatro Avenida v Buenos Aires (2009)).
V Československu operu Stará panna a zloděj uvedlo Divadlo Jozefa Gregora Tajovského v Banské Bystrici – premiéra se konala 26. června 1967. V českých zemích dosud hrána nebyla.

## Osoby a první obsazení
| Osoba                                        | hlasový obor         | rozhlasová premiéra (22.4.1939) | scénická premiéra (11.2.1941) |
| -------------------------------------------- | -------------------- | ------------------------------- | ----------------------------- |
| Slečna Toddová, stará panna                  | mezzosoprán nebo alt | Mary Hoppel                     | Gabrielle Hunt                |
| Bob, tulák (nebo zloděj)                     | baryton              | Robert Weede                    | Robert Gay                    |
| Laetitia, služka slečny Toddové              | soprán               | Margaret Daum                   | Frances Greer                 |
| Slečna Pinkertonová, sousedka slečny Toddové | soprán               | Dorothy Sarnoff                 | Hilda Morse                   |
| Vypravěč                                     | mluvená role         | Joseph Curtin                   | –                             |
| Dirigent:                                    | Dirigent:            | Alberto Erede                   | Sylvan Levin                  |

## Instrumentace
Dvě flétny, hoboj, klarinet, fagot, dva lesní rohy, dvě trubky, pozoun, bicí souprava, smyčce.

## Děj opery
(1. obraz – Salon slečny Toddové, pozdní odpoledne) Slečnu Toddovou, oporu lepší části společnosti malého amerického města, právě navštívila její dobrá známá slečna Pinkertonová. Obě staré panny si vymění své názory na počasí i nejnovější klepy o lidech z městečka a zavzpomínají na své dávné lásky (duet My lover sailed to be a sailor of the sea). Tu je slyšet zaklepání a slečna posílá svou služebnou Laetitii otevřít. Ta se vrací se zprávou, že u zadních dveří stojí nějaký muž. Slečna Pinkertonová diskrétně odchází. Když se slečna Toddová dozví, že neznámý návštěvník je jen žebrák, chce jej poslat s drobnou almužnou pryč, ale Laetitia se za něj přimlouvá – je prý mladý a pohledný – a tak jej smí přivést dovnitř. Při pohledu na statného mladého muže o něj projeví obě ženy velkou starostlivost, a než se tulák jménem Bob naděje, sedí v čistých a suchých šatech u šálku čaje.
(2. obraz – Kuchyně slečny Toddové, příšní ráno) Slečna Toddová a Laetitia se setkávají časně ráno v kuchyni. Přítomnost přitažlivého a zábavného muže je pro ně vzrušující. Laetitia prosí slečnu Toddovou, aby Bobovi nabídla pohostinství ještě další týden. Městečku namluví, že je to slečnin bratranec Steve a že je příliš churav, než aby mohl vycházet do společnosti. Slečna Toddová se nenechá dlouho přemlouvat.
(3. obraz – Bobova ložnice, ihned poté) Laetitia přináší Bobovi snídani do postele. Ten je jako v Jiříkově vidění a rád souhlasí, že ještě týden zůstane, když má ubytování i stravu zdarma. Laetitia se na Boba snaží zapůsobit svým půvabem i kuchařskými schopnostmi, ale je ke své zlosti odvolána slečnou Toddovou.
(4. obraz – Na ulici, o několik minut později) Slečna Toddová potkává slečnu Pinkertonovou, která ji vzrušeně varuje: z okresního vězení uprchl nebezpečný lupič a může být kdekoli v blízkosti. Jeho popis zhruba odpovídá Bobovi (árie slečny Pinkertonové Have you heard? Have you heard?).
(5. obraz – Salon slečny Toddové, ihned poté) Vyděšené slečna Toddová vypráví Laetitii, co se dozvěděla. Slečna Toddová se domnívá, že by se měly Boba zbavit, ale nechá se Laetitií snadno přesvědčit, že k ní Bob cítí náklonnost a že ho proto mají nadále hostit a udržet pomocí peněz. Jenže co když Bob přijde na to, že slečna Toddová je přes své postavení v městečku chudá? Jistě pak o ni ztratí zájem. Laetitia si ví rady: slečna Toddová je přece pokladní různých dobročinných spolků, může si od nich vypůjčit. Zábrany slečny Toddové zmizí poté, co uvidí opět Bobovy krásné oči.
(6. obraz – Kuchyně slečny Toddové, o týden později) Laetitia si sama sobě stěžuje: slečna Toddová už týden okrádá své známé, aby Boba udržela u sebe doma, a ten peníze bez váhání přijímá, jenže nevyužil dosud ani jediné příležitosti, aby se k Laetitii přiblížil – i když ta netouží po ničem jiném, než se od něho nechat uloupit (recitativ a árie What curse for a woman is a timid man!... Steal me, oh steal me, sweet thief).
(7. obraz – Salon slečny Toddové, ihned poté) Slečna Pinkertonová je opět na návštěvě. Uprchlý zloděj prý musí být u nich ve městě, protože se množí krádeže u ctihodných občanů, ba i v kostele: slečna Toddová se má mít na pozoru. Na dotaz na svého bratrance slečna Toddová odpovídá, že je stále těžce nemocen, ba že se možná, chudák, nikdy neuzdraví.
(8. obraz – Bobova ložnice, ihned poté) Bob se balí: nedokáže zůstat na jednom místě, toulavé boty ho táhnou dál (árie Where the air sings of summer). Laetitia ho překvapí a chce ho zadržet, ale Bob se nudí: nemá co dělat, kdyby měl alespoň co pít.
(9. obraz – Salon slečny Toddové, ihned poté) Je tedy nutné sehnat Bobovi nějaký alkohol, ale jak, když slečna Toddová je předsedkyní abstinenčního spolu a výboru pro prohibici? Nemůže přece jen tak jít a koupit lihoviny! Laetitia argumentuje: je-li pití alkoholu hřích a je-li krádež hřích, měly by se oba hříchy navzájem vyrušit – měly by tedy nějaké pití uloupit. Slečna Toddová má strach, ale Letitie ji ponouká: chce-li si vzít Boba za muže, musí před ním prokázat odvahu.
(10. obraz – Před obchoděm s lihovinami, týž večer) A tak se slečna Toddová s Laetitií vydaly vyloupit krám. Úspěšně se dostanou dovnitř, žasnou nad různorodostí ďábelských nápojů, nakonec vyberou gin. Rozbitím jedné láhve vzbudí majitele, podaří se jim však vyklouznout.
(11. obraz – Salon slečny Toddové, příšní ráno) Vzrušená slečna Pinkertonová přináší zprávu o vyloupení obchodu (Have you heard? Have you heard?). Město se rozhodlo povolat slavného detektiva a nechat prohledat všechny osoby a všechna obydlí. Seshora zazní zpěv namol opilého Boba (A chambermaid came in my bedroom). Slečna Toddová zdánlivou veselost svého chorého bratrance vysvětluje horečným blouzněním, ale ve slečně Pinkertonové klíčí podezření. Po jejím odchodu se slečna Toddová a Laetitia shodnou, že jejich prozrazení je na dosah, a rozhodnou se s Bobem uprchnout.
(12. obraz – Bobova ložnice, ihned poté) Slečna Toddová a Laetitia se snaží probudit opilého Boba a přesvědčit ho, že s nimi musí utéci před policií. Bob ale jednak není příliš ve stavu někam utíkat, jednak nechápe, co by po něm policie mohla chtít: přece nic neudělal. Obě ženy mu tvrdí, že vědí, že je uprchlý zločinec, ale Bob se jim směje: je jen tulák, který rád přijme, co mu kdo dá, ale žádný zloděj, natož uprchlý. Slečna Toddová mu však vysvětluje, do jaké šlamastyky se kvůli němu dostala. Jestli ji alespoň trochu miluje, uteče s ní do Francie. Bob myslí, že zešílela: o jaké lásce to mluví? Pro něj za něj, ať jde do vězení. Slečna Toddová se rozzlobí: jestli je to tak, jde Boba udat na policii, že všechny krádeže má na svědomí on, a uvidí se, čím slovům v tomto městě uvěří (árie I'll make you sorry for this!)
(13. obraz – Bobova ložnice, ihned poté) Bob se stále nechce nechat přemluvit, aby zmizel, ale Laetitia ho napomíná, aby nespoléhal tolik na spravedlnost (árie Justice like ev'ry other symbol). Nakonec jej přesvědčí, aby uprchl s ní. A jestli ho má provázet pověst zloděje, ať je oprávnění" Poberou spolu všechny cennosti slečny Toddové a odjedou v jejím autě.
(14. obraz – Salon slečny Toddové, nedlouho poté) Slečna Toddová se vrací; neměla to srdce Boba udat. Ale nalézá dům prázdný a vyloupení. V záchvatu hněvu volá o pomoc proti zločincům (árie Laetitia! Where are you?).

## Diskografie a filmografie
- 1961 (DVD, televizní inscenace SFB/ÖRF). Zpívají (slečna Toddová) Elisabeth Höngen, (Bob) Eberhard Wächter, (Laetitia) Olive Moorefield, (slečna Pinkertonová) Hilde Konetzni. Diriguje Wolfgang Rennert. Režie Otto Schenk. Zpíváno v němčině.
- 1970 (LP, Vox Turnabout 34745; CD Mercury Records). Zpívají (slečna Toddová) Anna Reynolds, (Bob) John Reardon, (Laetitia) Judith Blegen, (slečna Pinkertonová) Margaret Baker-Genovesi. Orchestr Teatro Verdi di Trieste řídí Jorge Mester.
- 2007 (CD Albany Troy 990). Zpívají: (slečna Toddová) Natalie Arduino, (Bob) Blake Davidson, (Laetitia) Nicole Franklin, (slečna Pinkertonová) Lynn Mock, (vypravěč) Jon Morehouse. Režie Rob Emery. Lone Spring Arts Orchestra řídí Victoria Bond.